# Clamor Amarga
Clamor Amarga är ett periodiskt vattendrag i Spanien.   Det ligger i provinsen Provincia de Huesca och regionen Aragonien, i den östra delen av landet, 400 km öster om huvudstaden Madrid.